# Saltator à bec orange
Saltator aurantiirostris
Espèce
Statut de conservation UICN

 LC  : Préoccupation mineure
Le Saltator à bec orange (Saltator aurantiirostris) est une espèce d'oiseaux de la famille des Thraupidae.

## Description
Cet oiseau mesure environ 21 cm de longueur. Comme son nom l'indique, il a le bec orange.

## Répartition
Cette espèce vit en Argentine, au Brésil, au Chili, au Paraguay, au Pérou et en Uruguay.

## Habitat
Cet oiseau peuple les forêts (même dégradées) et les maquis secs de haute altitude ainsi que les savanes humides.

### Liste de sous-espèces
Selon la classification de référence du Congrès ornithologique international (version 10.2, 2020) :
- Saltator aurantiirostris albociliaris (Philippi & Landbeck, 1861)
- Saltator aurantiirostris aurantiirostris Vieillot, 1817
- Saltator aurantiirostris hellmayri Bond & Meyer de Schauensee, 1939
- Saltator aurantiirostris iteratus Chapman, 1927
- Saltator aurantiirostris nasica Wetmore & Peters, JL, 1922
- Saltator aurantiirostris parkesi Cardoso da Silva, 1990